# Fiðla

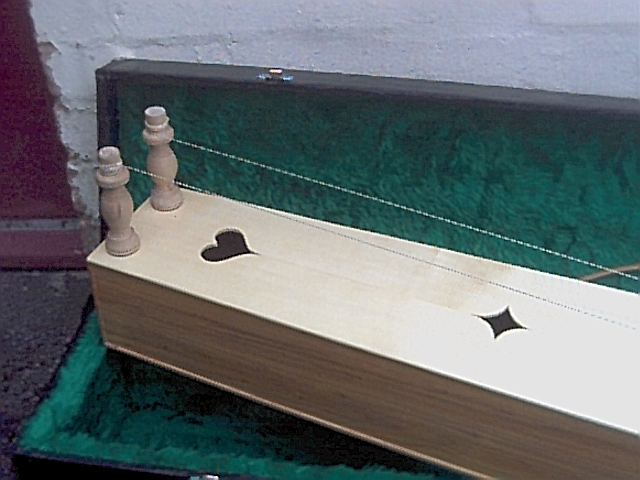
Nachbau einer fiðla. Wirbelende

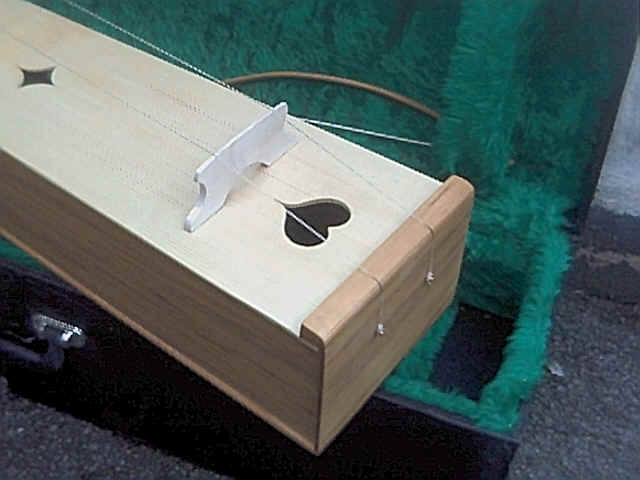
Stegende

Fiðla, auch fidhla, fidla (abgeleitet von „Fidel“), war eine mit dem Bogen gestrichene Kastenzither in Island, die Ende des 19. Jahrhunderts verschwunden war. Nach den beiden einzigen erhaltenen Exemplaren, die sich heute im isländischen Nationalmuseum befinden, gab es im Norden der Insel eine fiðla mit zwei Saiten und im Süden eine viersaitige fiðla. Ähnliche Saiteninstrumente, die wegen ihrer schmalen Form und geringen Zahl an Melodiesaiten zu den Bordunzithern gezählt werden, gab es früher in Skandinavien. Dort sind fidla genannte Zupfinstrumente aus der Sagenwelt bekannt.

## Bauform und Spielweise
Der Korpus bestand aus einem langrechteckigen oder sich zu einem schmalen Trapez verjüngenden Holzkasten mit einer hölzernen Decke. Die Saiten waren von einer Schmalseite bis zu Stimmwirbeln an der anderen Seite gespannt. Es ist unklar, ob bei allen Instrumenten die Saiten über einen beweglichen, auf der Decke aufgestellten Steg verliefen. Die viersaitige, um 1800 hergestellte fiðla im Nationalmuseum besitzt einen Steg in der Nähe der vier seitenständigen Wirbel. Ein Griffbrett gab es nicht. Die Saiten bestanden aus Pferdehaar, Schafsdarm oder Messingdraht.
Von den zwei Saiten wurde eine Saite zur Melodiebildung von unten mit einem Finger der linken Hand berührt, während die rechte Hand den Bogen über alle Saiten strich.

## Ähnliche Instrumente
- Langspil, eine isländische Bordunzither
- Gue, eine historische, langgestreckte Kastenleier der Shetlandinseln
- Jouhikko, eine finnische mit einem Bogen gestrichenen Leier
- Talharpa, eine schwedisch-estländische mit dem Bogen gestrichene Leier
- Crwth, eine keltische, vor allem walisische mittelalterliche Leier
- Tautirut, eine gestrichene Kastenzither der Inuit in Kanada